# Doorwaskervel

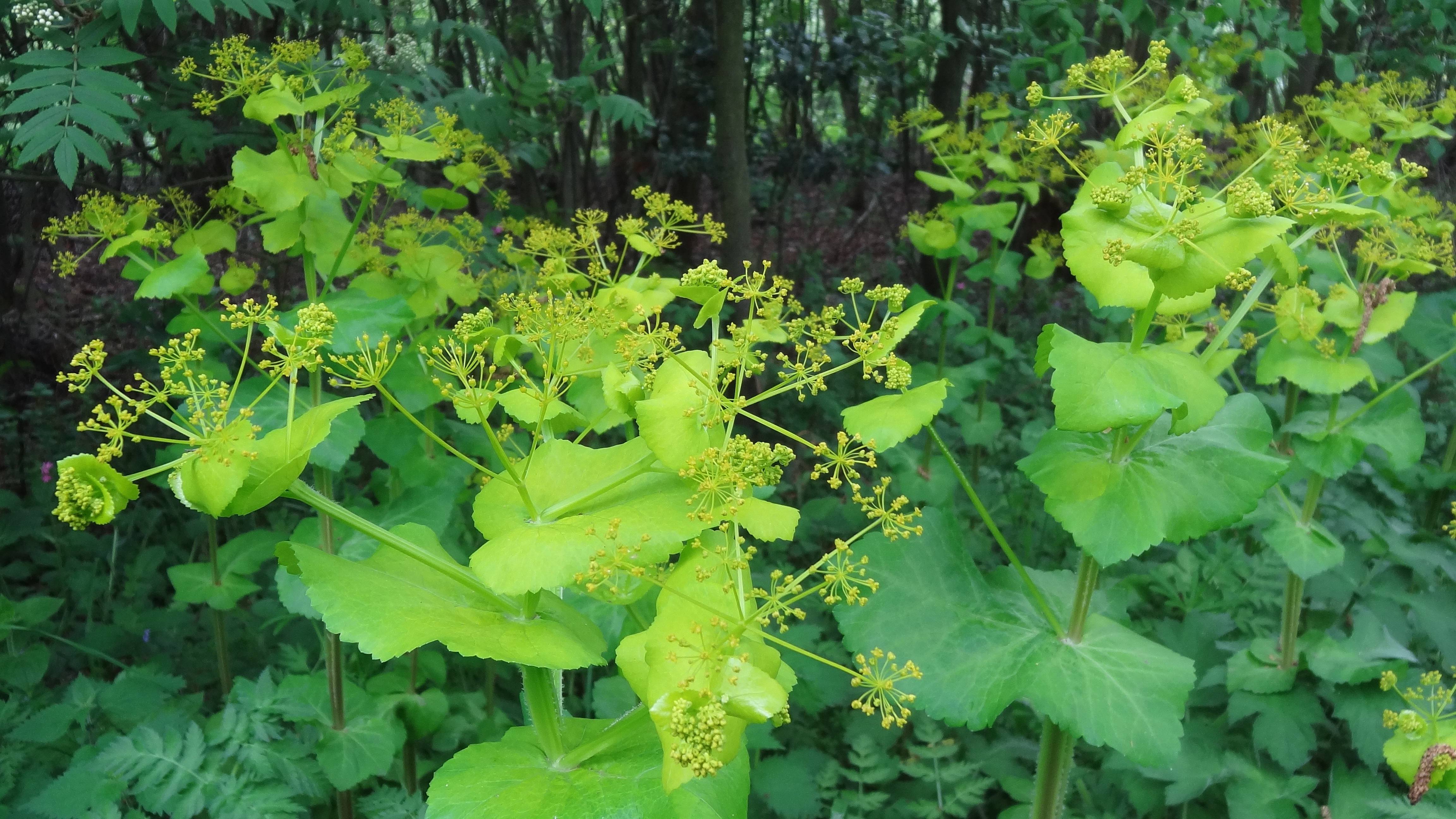
Doorwaskervel (Smyrnium perfoliatum) in park Rosenburgh in Voorschoten

Doorwaskervel (Smyrnium perfoliatum) is een plant uit de schermbloemenfamilie (Umbelliferae oftewel Apiaceae). De tweejarige plant heeft zijn oorsprong in het oostelijke Middellandse Zeegebied. In Nederland komt de soort sinds midden jaren zeventig voor in Voorschoten en omgeving maar heeft zich na omstreeks het jaar 2000 in Nederland in beperkte aantallen uitgebreid over een groter aantal vindplaatsen. Opvallend aan de plant zijn de helder geelgroene bladen.
De stengel heeft naar boven twee tot vier vleugellijsten met sterharen. De bladen zijn eirond en diep stengelomvattend.
De bloempjes zijn geel. Doorwaskervel bloeit van mei tot juli. Hoogte van de bloeiende plant is 0,30 tot 1,00 m.
De vrucht is donkerbruin wordend, breder dan lang en heeft een lengte van 2–3,5 mm.